# Cañón M3 37 mm

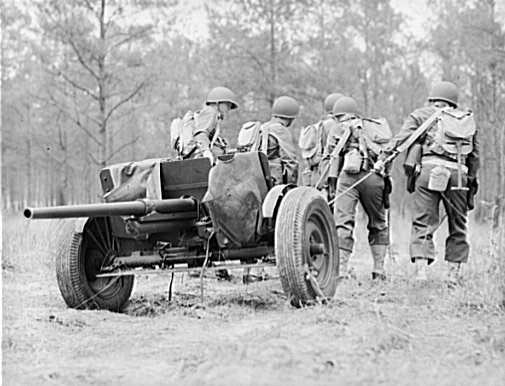
Posicionando manualmente un cañón durante un entrenamiento en Fort Benning, 1942. Obsérvese los segmentos de rueda levantados.

El M3 37 mm fue el primer cañón antitanque empleado por las Fuerzas Armadas estadounidenses en grandes cantidades. Introducido en 1940, se convirtió en el cañón antitanque estándar del Ejército ya que su tamaño le permitía ser remolcado por un Jeep. Sin embargo, la continua mejora de los tanques alemanes hizo rápidamente que el M3 37 mm fuera ineficaz y para 1943 estaba siendo gradualmente reemplazado en los frentes de Europa y el Mediterráneo por el más potente M1 57 mm de diseño británico. En el Frente del Pacífico, donde la amenaza de los tanques japoneses era menos significativa, el M3 37 mm permaneció en servicio hasta el final de la guerra.
Al igual que varios cañones antitanque ligeros, el M3 37 mm fue ampliamente utilizado en el papel de apoyo a la infantería y como arma antipersona, disparando proyectiles de alto poder explosivo y botes de metralla.
Las variantes M5 y M6 para tanques fueron empleadas en varios vehículos blindados, como el tanque ligero M3 Stuart, el tanque medio M3 Lee y el automóvil blindado M8 Greyhound. Además, el M3 37 mm fue instalado a bordo de varios vehículos.

## Desarrollo
A mediados de la década de 1930, el Ejército de los Estados Unidos aún no disponía de un cañón antitanque; las compañías antitanque de los regimientos de Infantería estaban armadas con ametralladoras Browning M2 de 12,7 mm. A pesar de que se tomó en consideración reemplazar las ametralladoras con un arma antitanque más potente, la situación solamente empezó a cambiar con el estallido de la Guerra Civil Española. La experiencia de combate en España sugería que un cañón antitanque ligero, como el PaK 36 alemán, era capaz de neutralizar la creciente amenaza que representaban los tanques.
En enero de 1937, el Comité de Armamento del Ejército recomendó desarrollar un arma semejante; se compraron dos cañones PaK 36 para su estudio. Como el principal usuario potencial del arma, la infantería fue elegida para supervisar el trabajo. Los soldados querían un cañón ligero que pudiese ser posicionado por sus artilleros, por lo cual las ideas de usar un calibre mayor al del cañón alemán fueron descartadas. Además debe notarse que el calibre 37 mm era un calibre popular para cañones antitanque en la década de 1930; otros cañones antitanque del mismo calibre eran el Bofors 37 mm sueco, los vz. 34 y vz. 37 checos y los Tipo 94 y Tipo 1 japoneses.
El desarrollo y las pruebas continuaron hasta fines de 1938. Se propusieron varias variantes de cañón y afuste hasta que el 15 de diciembre la combinación del cañón T10 y el afuste T5 fue oficialmente adoptada como el Cañón M3 37 mm y Afuste M4. A pesar de que el arma seguía el concepto del PaK 36 y es frecuentemente mencionado como una copia de éste, el M3 se distinguía significativamente del diseño alemán y empleaba una munición diferente.
El cañón era fabricado por el Arsenal de Watervliet y el afuste por el Arsenal de Rock Island. Las primeras unidades fueron suministradas a inicios de 1940, siendo producido hasta 1943.
| Año        | 1940 | 1941 | 1942   | 1943 | Total  |
| ---------- | ---- | ---- | ------ | ---- | ------ |
| Producidas | 340  | 2252 | 11.812 | 4298 | 18.702 |

Se introdujeron algunos cambios menores a la construcción del cañón durante su producción. Se le instalaron un protector de hombro y controles de azimut modificados al afuste (afuste M4A1, estandarizado el 29 de enero de 1942). A pesar de que el Comité de Armamento solicitó una actualización de todos los afustes M4 al estándar M4A1, este proceso no se completó. Otro cambio fue una caña con boca roscada para montar un gran freno de boca con cinco portillas (Cañón M3A1, adoptado el 5 de marzo de 1942). Según algunas fuentes, este último era para evitar levantar mucho polvo delante del cañón, lo que dificultaba apuntarlo; sin embargo, el freno de boca resultó ser un problema al disparar botes de metralla y el M3A1 entró en combate sin el freno de boca. Otras fuentes mencionan que el freno de boca era para suavizar el retroceso, pero que fue descartado porque en realidad no eran necesarias medias de control del retroceso adicionales.
En un intento por aumentar la penetración de blindaje del M3 37 mm, se probaron varios adaptadores de ánima cónica (incluso el Adaptador Littlejohn británico); ninguno fue adoptado. Los experimentos con lanzacohetes montados sobre el afuste M4 (Lanzador de cohetes T3 de 110 mm (4,5 pulgadas)) tampoco tuvieron éxito.

## Descripción
Su caña era forjada a partir de una sola pieza de acero, con ánima de estriado uniforme (12 estrías dextrógiras, con una vuelta en 25 calibres). La recámara estaba atornillada a un anillo. El mecanismo del cierre de la recámara era del tipo deslizante vertical. La caña estaba equipada con un sistema de retroceso mixto (resortes y amortiguadores hidráulicos).
El afuste era del tipo cola dividida, con neumáticos. Montados en el eje cerca de las ruedas, estaban los "segmentos de rueda"; éstos eran soportes con forma de segmento que podían bajarse para ofrecer más estabilidad en posición de disparo, o subirse para que no interfirieran con el movimiento del cañón.
La mira telescópica del modelo M6 tenía controles de elevación y azimut en el lado izquierdo, por lo cual un solo artillero era capaz de apuntar el cañón. El engranaje de giro tenía un mecanismo de liberación que permitía el movimiento libre del cañón en caso de que fuese necesaria una rotación rápida.

## Usuarios

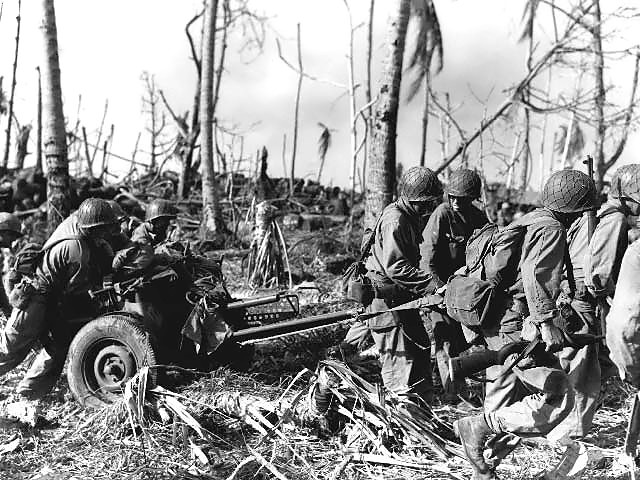
Soldados de la 7.ª División de Infantería del Ejército de los Estados Unidos, moviendo un cañón a primera línea en la Batalla de Kwajalein.

### Ejército de los Estados Unidos
Según la organización vigente desde abril de 1942, cada batallón de infantería tenía un pelotón antitanque con cuatro cañones de 37 mm (los camiones de 1/4 de tonelada, más conocidos como jeeps, fueron autorizados como principales remolcadores) y cada regimiento tenía una compañía antitanque con doce cañones (remolcados por camiones de 3/4 de tonelada). Cada uno de los cuatro batallones de artillería de una división tenía seis cañones antitanque, los batallones de ingenieros nueve cañones (remolcados por semiorugas M2); además, los cuarteles de división tenían cuatro cañones (remolcados por camiones de 3/4 de tonelada) y la compañía de maestranza de una división, dos cañones.

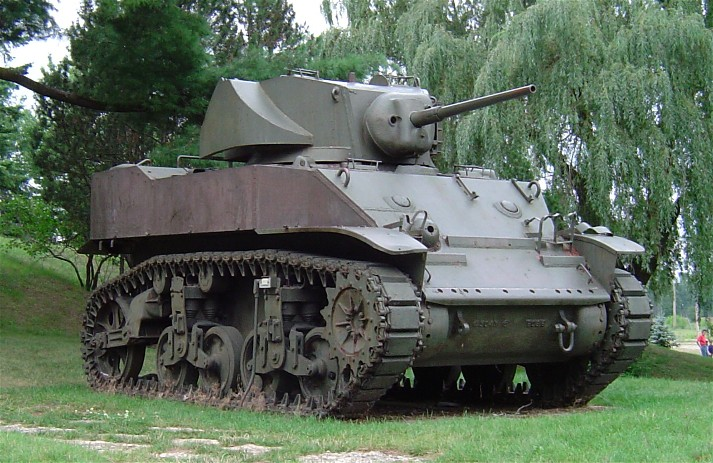
Un tanque M5A1 Stuart armado con un cañón de 37 mm.

A pesar de que una temprana organización incluía un batallón antitanque por división (dos compañías armadas con cañones de 37 mm y una compañía armada con cañones de 75 mm), en diciembre de 1941 los batallones antitanque fueron retirados de la estructura divisional y reorganizados como batallones independientes de destructores de tanques; sus cañones remolcados fueron reemplazados por cazacarros tan pronto como estos estuvieron disponibles.
En 1942 se formaron las primeras divisiones aerotransportadas. Según su estructura organizativa de octubre de 1942, una división aerotransportada tenía 44 cañones antitanque de 37 mm: 4 en la artillería divisional (batería antiaérea/antitanque del batallón de paracaidistas), 24 en el batallón antiaéreo/antitanque y 8 en cada uno de los dos regimientos de planeadores; el regimiento de paracaidistas no tenía cañones antitanque. En la práctica, las divisiones aerotransportadas frecuentemente tenían un solo regimiento de planeadores y por lo tanto, 36 cañones antitanque.
Los M3 37 mm también fueron suministrados a los regimientos de infantería de la única división de montaña que se formó en los Estados Unidos: la 10.ª División de Montaña.
Finalmente, la división blindada estadounidense según la organización de marzo de 1942 tenía un total de 68 cañones antitanque de 37 mm. De éstos, 37 pertenecían al regimiento de infantería blindada (4 en cada compañía y 1 en el regimiento del cuartel general); 27 en el batallón blindado de ingenieros; 3 en el tren de división y 1 en la división del Cuartel General.

### Cuerpo de Marines de los Estados Unidos
Según las Tablas de Organización (TO) serie D del 1 de julio de 1942, el papel de las armas antitanque en servicio con el Cuerpo de Marines de los Estados Unidos era oficialmente asignado a cañones automáticos de 20 mm, en compañías regimentales (tres pelotones) y de batallón (un pelotón). En la práctica, las unidades empleaban el cañón de la Primera Guerra Mundial TRP modelo 1916 para entrenamiento. Estas fueron equipadas con el M3 (cuatro en cada pelotón) antes de ser enviadas al frente. Adicionalmente, un batallón divisional de armas especiales fue equipado con el cañón autopropulsado M6.
Según las TO serie E del 15 de abril de 1943, los cañones autopropulsados del batallón divisional de armas especiales fueron reemplazados por 18 cañones M3 37 mm remolcados en tres baterías de seis piezas cada una; un regimiento de infantería tenía una compañía con 12 cañones, en tres pelotones de cuatro piezas cada uno. Los cañones antitanque de los batallones fueron retirados. En total, una división poseía 54 cañones. Las TO serie F del 5 de mayo de 1944 redujeron las compañías regimentales a dos pelotones, representando 24 cañones por división. A pesar de que las TO serie G solamente fueron adoptadas el 4 de setiembre de 1945, en la práctica se introdujo este cambio en algunas divisiones a inicios de 1945.

### Otros usuarios
El único gran receptor del M3 37 mm a través del programa Lend-Lease fue el Ejército Nacional Revolucionario chino (1669 cañones). El cañón también fue suministrado a Bolivia (4), Canadá (3), Chile (198), Colombia (4), Cuba (1), El Salvador (9), Francia (130), México adquiridos en buen número en 1943, Paraguay (12), Reino Unido (78), Unión Soviética (63) y otros países. Algunos países aún lo tenían en servicio a inicios de la década de 1970.

## Historial de combate

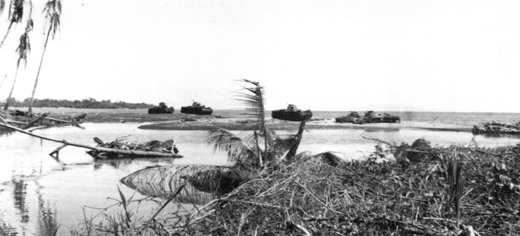
Tanques japoneses puestos fuera de combate por cañones de 37 mm cerca de la boca del río Matanikau, Guadalcanal.

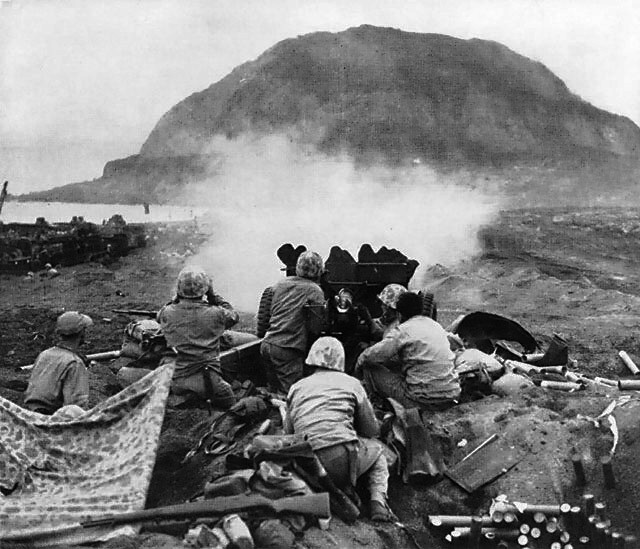
Un M3 dispara contra posiciones japonesas en cuevas durante la Batalla de Iwo Jima. Obsérvese el escudo modificado con un borde superior irregular.

El M3 37 mm entró en combate por vez primera durante la defensa de Filipinas en diciembre de 1941. Fue un factor importante en la Campaña de Guadalcanal, donde fue empleado exitosamente contra los tanques y las tropas japonesas. Continuó siendo efectivo contra los tanques japoneses durante el transcurso de la guerra, ya que éstos tenían un blindaje delgado y rara vez atacaban en grandes grupos. El peso ligero del cañón facilitaba su transporte a través de terreno accidentado; por ejemplo, al ser atacados por tanques japoneses en Betio durante la Batalla de Tarawa, los marines fueron capaces de levantar al M3 37 mm sobre el malecón de 1,5 m. Mientras que los proyectiles de alto poder explosivo y los botes de metralla demostraron ser útiles para detener las cargas de los soldados japoneses, el M3 37 mm apenas era ligeramente efectivo contra las fortificaciones debido a su pequeño proyectil de alto poder explosivo. Su efectividad general y facilidad de empleo hizo que el cañón quedara en servicio con los Marines y algunas unidades del Ejército en el Frente del Pacífico hasta el final de la guerra. Descontentos con el escudo inusualmente bajo del M3 37 mm, algunas unidades de los Marines lo agrandaron para ofrecer mejor protección. Estas extensiones a veces tenían un borde superior irregular, para supuestamente mejorar el camuflaje. Un kit estándar fue probado en 1945, pero nunca fue suministrado.
La experiencia del M3 37 mm en la Campaña del norte de África fue totalmente diferente. El cañón no era lo suficientemente poderoso para enfrentarse a los tanques alemanes Panzer III y Panzer IV de producción reciente. Luego de la casi desastrosa Batalla del paso de Kasserine en febrero de 1943, los informes de algunas unidades que participaron en esta mencionaban que los proyectiles de 37 mm "rebotaban como canicas" contra la torreta y el mantelete de los tanques medios alemanes y proclamaban que el cañón era "inútil, a menos que tenga artilleros con agallas para mantener su posición y disparar desde 100 yardas". Inicialmente el Ejército no estuvo seguro si estos informes reflejaban la obsolescencia del arma, o si fueron producto de tácticas erróneas y falta de experiencia. Pero el 26 de mayo de 1943, una nueva organización reemplazaba al M3 37 mm con el M1 57 mm (la versión estadounidense del QF de 6 libras británico), remolcado por camiones Dodge de 1½ tonelada. El cañón de 57 mm solamente llegó en gran número al frente en la primavera de 1944.
Mientras tanto, se dio inicio a la Campaña de Italia y los M3 37 mm entraron en combate desde el desembarco en Sicilia el 10 de julio de 1943. Ese día, los M3 37 mm desmostraron nuevamente su efectividad contra los tanques del periodo de entreguerras, al ayudar a repeler un ataque de tanques Renault R35 italianos, y su incapacidad para enfrentarse a los tanques modernos en los subsiguientes choques con los Tiger I de la División Hermann Göring. El frente italiano tenía menor prioridad de reequipamiento que el frente del noroeste de Europa, por lo que algunos M3 37 mm todavía eran empleados en Italia a fines de 1944.
Para mediados de 1944, el M3 37 mm había perdido su prestancia incluso entre las tropas aerotransportadas, a pesar de su fuerte preferencia por armas compactas y ligeras. El Comando Aerotransportado rechazó al M1 57 mm en el verano de 1943 al afirmar que no era apto para ser transportado en aviones y en la Tabla de Organización y Pertrechos (TOP) de febrero de 1944 todavía figuraban divisiones aerotransportadas que conservaban sus cañones de 37 mm. Sin embargo, la 82.ª División Aerotransportada y la 101.ª División Aerotransportada fueron reequipadas con el cañón británico de 6 libras (57 mm) sobre afuste Mk III (diseñado para ser transportado por el planeador británico Airspeed AS.51 Horsa) para los saltos en paracaídas sobre Normandía. Este cambio fue oficialmente introducido en la TOP de diciembre de 1944.
El M3 37 mm fue retirado de servicio en los Estados Unidos al poco tiempo de terminada la guerra.

## Variantes
- Variantes de prueba:
  - T3: el primer prototipo.[1]
  - T7: un prototipo con un cierre de recámara semiautomático deslizante horizontal.[2]
  - T8: un prototipo con cierre de recámara Nordenfelt de tornillo excéntrico.[2]
  - T10, estandarizado como M3 (1938): una versión adoptada con cierre de recámara vertical manual.[1][2]
- Variantes del modelo:
  - M3 versión remolcada, con cierre manual.
    - M3A1 (1942) versión con la boca del cañón roscada para instalar un freno de boca, que nunca fue suministrado.[1]

  - M5 (1939), variante para tanque con una caña más corta.[21]
  - M6 (1940), variante para tanque con caña de longitud original y cierre de recámara semiautomático.[21]
- Variantes del afuste:
  - T1, T1E1: prototipos.[1]
  - T5, estandarizado como M4: primera versión adoptada.[1]
  - M4A1 (1942) afuste con controles de azimut mejorados.[1]
  - En 1942, el Comando Aerotransportado solicitó una versión con colas retirables. Se probó un prototipo, pero en 1943 el proyecto fue cancelado por considerarse innecesario.[1]

Al menos en una ocasión, la Maestranza del Quinto Ejército equipó experimentalmente al cañón con 15 cohetes de avión de 110 mm (4,5 pulgadas), montados sobre el escudo en cinco conjuntos de tres cada uno.
Las variantes del M3 37 mm no deben confundirse con otros cañones de 37 mm en servicio estadounidense. Entre los otros cañones del mismo calibre figuran el TRP modelo 1916 francés (estos fueron empleados posteriormente como adaptadores subcalibre para artillería pesada), el cañón antiaéreo M1 37 mm, el cañón automático aéreo M4 y los adaptadores subcalibre M12/M13/M14/M15.

## Montajes autopropulsados

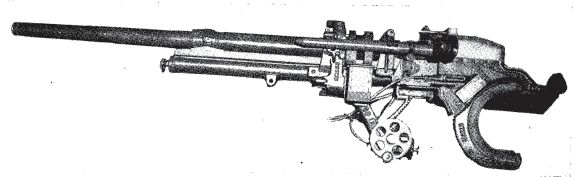
Cañón M5 37 mm, montado en el tanque ligero M2A4.

Se desarrollaron dos variantes para tanque basadas en la caña del M3 37 mm. La primera, denominada inicialmente M3A1 pero rebautizada M5 el 13 de octubre de 1939, fue acortada en 130 mm (5,1 pulgadas) para evitar que su caña se dañase en áreas boscosas. Más tarde, se desarrolló una variante con cierre de recámara semiautomático (con eyección de la vaina vacía). Esta variante -inicialmente denominada M5E1 y adoptada como M6 el 14 de noviembre de 1940- tenía una caña de tamaño estándar. Las cañas eran intercambiables, pero al reemplazar la del M5 con la del M6 y viceversa se producían desbalances en el afuste, por lo que fue prohibido. Estos cañones fueron montados a bordo de varios modelos de tanques y vehículos blindados:

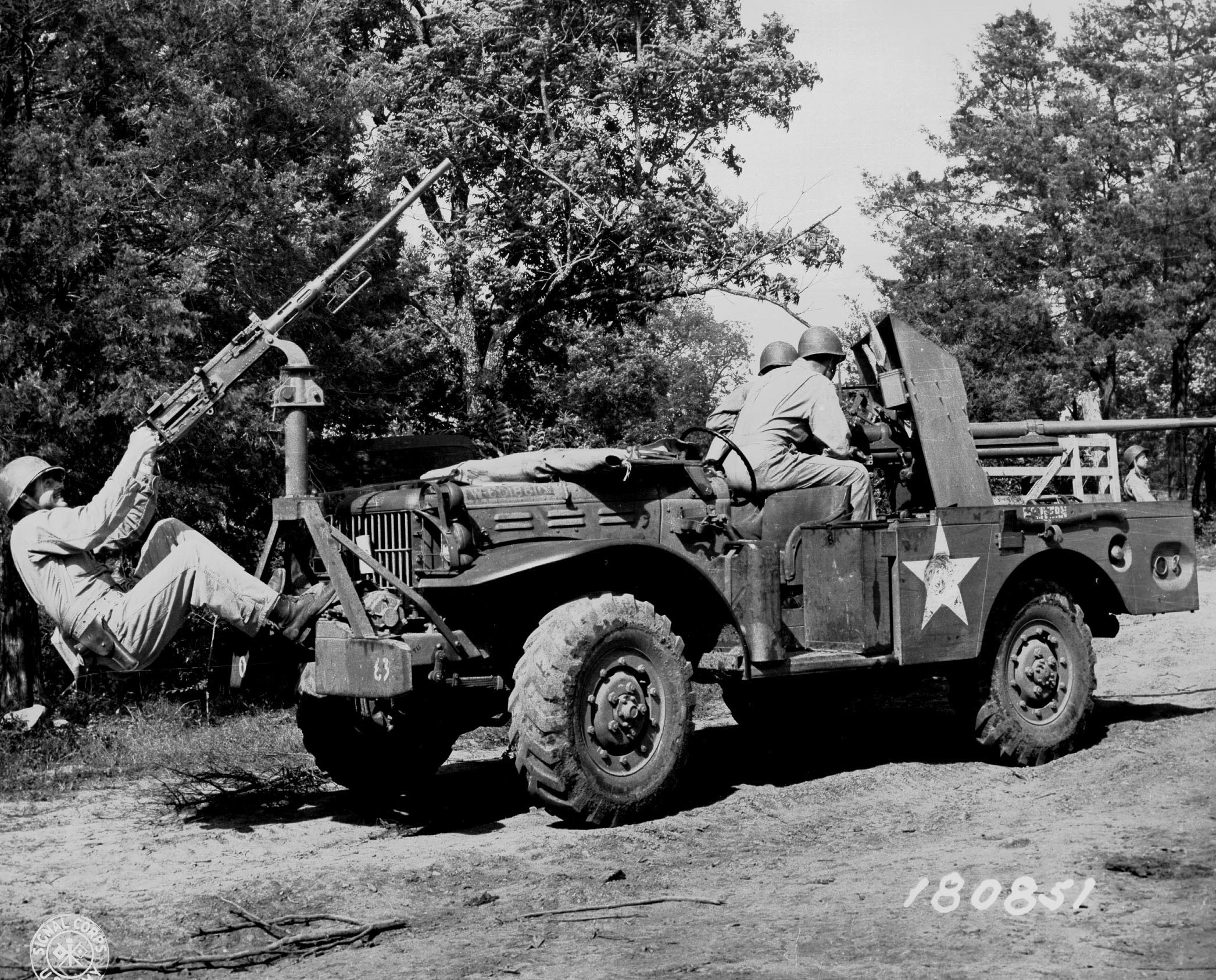
Un cañón autopropulsado M6, con una ametralladora montada en un afuste antiaéreo improvisado.

- Tanque ligero M2A4: un M5 sobre afuste M20. El mecanismo de retroceso, que sobresalía del mantelete de la torreta, debía ser protegido por una cubierta blindada.[24]

- Tanque ligero M3: un M5 sobre afuste M22, en los tanques de producción tardía un M6 sobre afuste M23. Estos afustes estaban equipados con mecanismos de retroceso más compactos, eliminando la necesidad de la cubierta protectora.[25]

- Tanque ligero M3A1, M5: un M6 sobre afuste M23.[26]

- Tanque ligero M3A3, M5A1: un M6 sobre afuste M44.[26]

- Tanque ligero (aerotransportado) M22: un M6 sobre afuste M53.[27]

- Tanque medio M3 (como armamento secundario): un M5 o M6 sobre afuste M24.[28]

- Tanque pesado M6 (como armamento secundario): un M6 sobre afuste T49.[29]

- LVT(A)-1 "amtank": un M6 sobre afuste M44.[26]

- Cañón autopropulsado T22 37 mm, después llamado automóvil blindado ligero M8: Un M6 sobre afuste M23A1; los diseños competidores, cañón autopropulsado T43 37 mm o automóvil blindado ligero T21 y cañón autopropulsado T23 37 mm o automóvil blindado ligero T23, montaban el mismo armamento.[30]

- Automóvil blindado T13.[31]

- Automóvil blindado T17: un M6 sobre afuste M24.[32]

- Automóvil blindado T17E1 en configuración "Staghound Mk I": un M6 sobre afuste M24A1.[33]

- El primer prototipo del automóvil blindado T18: un M6. La variante de serie T18E2 fue armada con el M1 57 mm.[34]

- Automóvil blindado T19: un M6 sobre afuste M23A1.[35]

- Automóvil blindado T27: un M6 sobre afuste M23A1 modificado.[36]

- Automóvil blindado T28/M38: un M6 sobre afuste M23A2.[37]

- Humber Mk IV británico: un M6.[38]

También fueron empleadas versiones de este cañón en afustes de torreta en el tanque medio T5 Fase III (caña T3 y afuste T1), el M2/M2A1 (caña M3, M2A1: afuste M19), y en el cañón autopropulsado T42 37 mm (afuste M22).

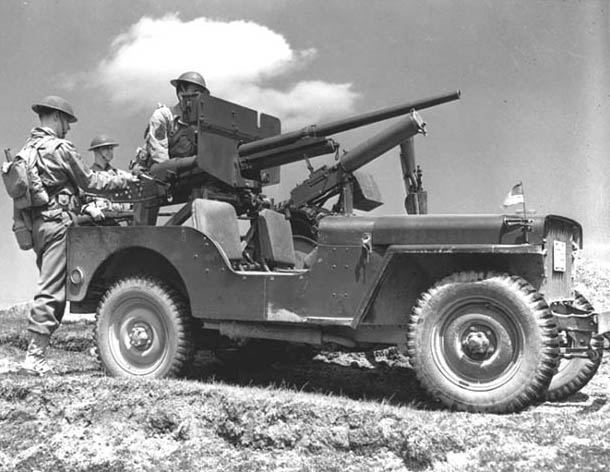
Soldados del Regimiento de Infantería de los Estados Unidos durante unas maniobras, 1942. Su jeep Willys/Ford está armado con un M3 montado sobre un afuste de pedestal.

Además, el M3 montado sobre distintos afustes de pedestal fue instalado en muchos otros vehículos, originando una variedad de cañones autopropulsados. Solamente el M6 Fargo fue producido en serie.
- Cañón autopropulsado T2 37 mm (Jeep Bantam).[42]

- Cañón autopropulsado T8 37 mm (Ford 4x4 "Swamp Buggy").[43]

- Cañones autopropulsados T13 y T14 37 mm (Willys 6x6 "Super Jeep").[44]

- Cañones autopropulsados T21, M4 y M6 37 mm (camión Fargo 4x4 de 3/4 ton).[45]

- Cañón autopropulsado T33 37 mm (camión Ford 4x4 de 3/4 ton).[46]

- M3A1E3 Scout Car.[47]

- A veces el cañón era montado a bordo de semiorugas M2,[48] el M29 Weasel y el Jeep Willys (véase la foto de la derecha).

En varias ocasiones, el M3 fue montado a bordo de las lanchas torpederas PT Boat para aumentar su potencia de disparo. Una de estas lanchas fue la PT-109, al mando de John F. Kennedy. Luego de retirarle las ruedas, el cañón era montado sobre tablas de madera clavadas a la cubierta.

## Munición
El M3 37 mm empleaba munición unitaria. Los proyectiles iban montados en una vaina con pestaña (37 x 223 R), denominada vaina M16. Los proyectiles disponibles incluían a los antiblindaje, de alto poder explosivo y botes de metralla.
| Tipo                                                            | Modelo                                                | Peso, kg (munición/proyectil) | Carga explosiva    | Velocidad de boca, m/s (M3&M6/M5) |
| --------------------------------------------------------------- | ----------------------------------------------------- | ----------------------------- | ------------------ | --------------------------------- |
| AP-T                                                            | Proyectil M74                                         | 1,51 / 0,87                   | -                  | 884 / 870                         |
| APCBC-T                                                         | Proyectil M51                                         | 1,58 / 0,87                   | -                  | 884 / 870                         |
| HE                                                              | Obús M63                                              | 1,42 / 0,73                   | TNT, 39 g          | 792 / 782                         |
| HE                                                              | Obús Mk II                                            | 1,23 / 0,56                   | TNT, 27 g          |                                   |
| Bote de metralla                                                | Bote M2                                               | 1,58 / 0,88                   | 122 bolas de acero | 762 / 752                         |
| Entrenamiento trazador                                          | Proyectil TP M51                                      | 1,54 / 0,87                   | -                  |                                   |
| Entrenamiento (simula un proyectil antiblindaje M51)            | Cartucho de entrenamiento M13                         | 1,45 / 0,87                   | -                  | -                                 |
| Entrenamiento (simula un proyectil de alto poder explosivo M63) | Cartucho de entrenamiento T5                          | 1,45 / 0,73                   | -                  | -                                 |
| Fogueo                                                          | Cartucho de fogueo del 10 (19,69 mm) con adaptador M2 | 0,93 / -                      | -                  | -                                 |

| Munición \ Distancia, m / yd | 457 / 500 | 914 / 1.000 | 1.371 / 1.500 | 1.828 / 2.000 |
| --- | --------- | ----------- | ------------- | ------------- |
| Proyectil M74 (en ángulo de 0°) | 36        |             |               |               |
| Proyectil M74 (en ángulo 20°) |           | 25          |               |               |
| Proyectil M51 (en ángulo de 0°) | 61        |             |               |               |
| Proyectil M51 (en ángulo de 20°) |           | 53          |               |               |
| Proyectil M51 (en ángulo de 30°, blindaje homogéneo) | 53        | 46          | 40            | 35            |
| Proyectil M51 (en ángulo de 30°, blindaje templado) | 46        | 40          | 38            | 33            |
| Se han empleado métodos distintos para medir la penetración de blindaje en diferentes países y épocas. Por lo tanto, la comparación directa es con frecuencia imposible. |           |             |               |               |

La penetración de blindaje del M5 era de unos 3 mm menos a cualquier distancia.

## Galería

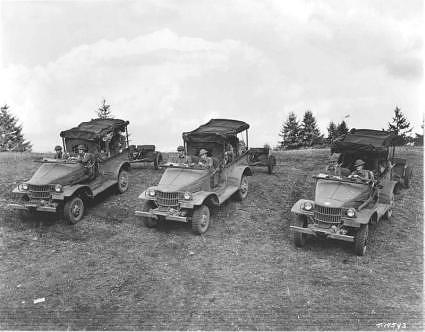
Camiones Dodge WC-4 remolcando cañones M3 37 mm.
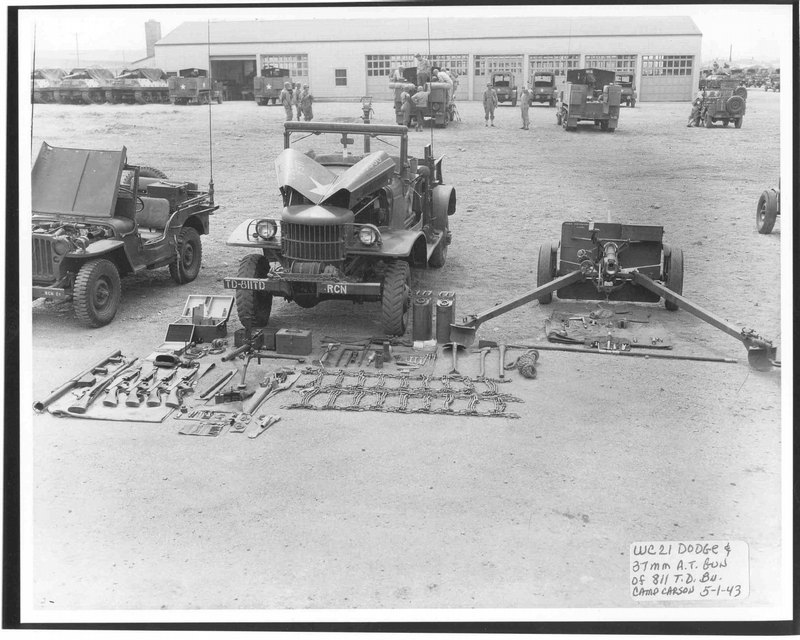
Un M3 37 mm con su vehículo de remolque, listos para inspección.
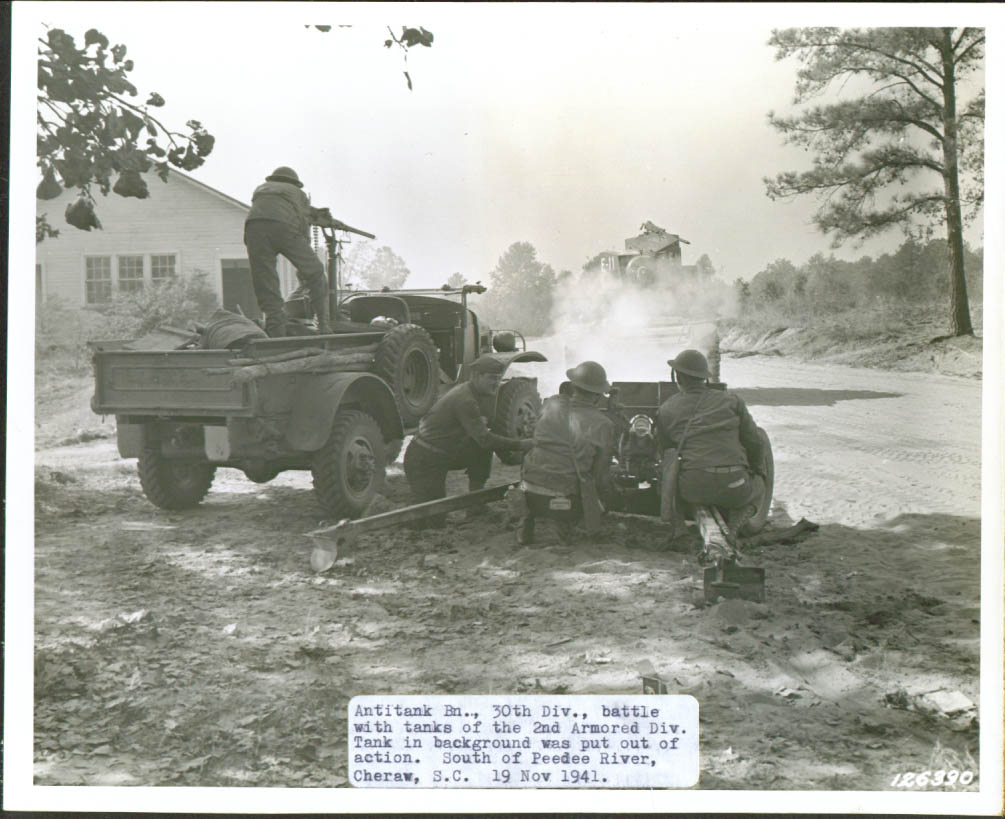
Un M3 37 mm y un Dodge WC-4 en combate.
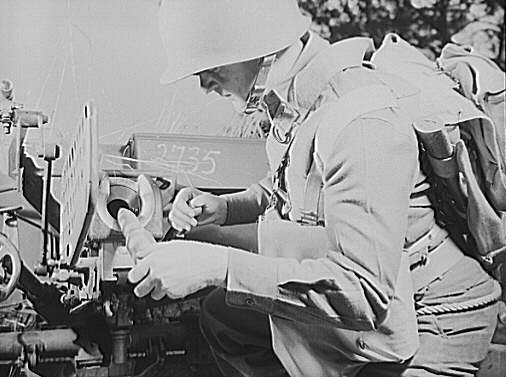
Cargando el cañón (entrenamiento de artilleros, Fort Benning).
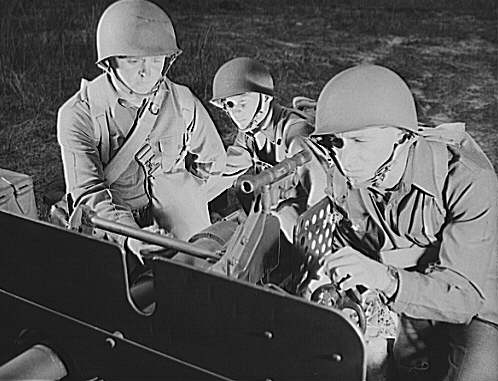
Apuntando el cañón (entrenamiento de artilleros, Fort Benning).
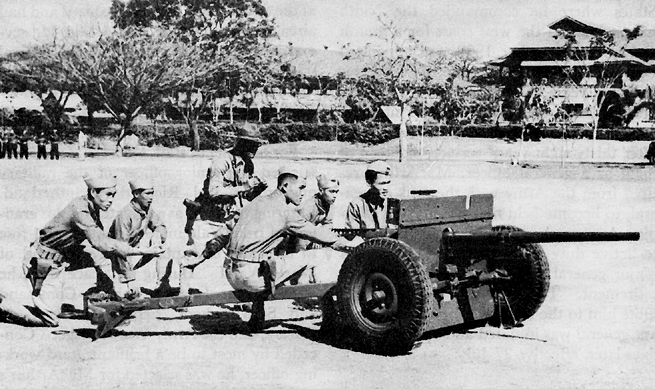
Exploradores filipinos en Fort William McKinley, disparando un  M3 37 mm durante un entrenamiento. Obsérvese los segmentos de rueda bajados.
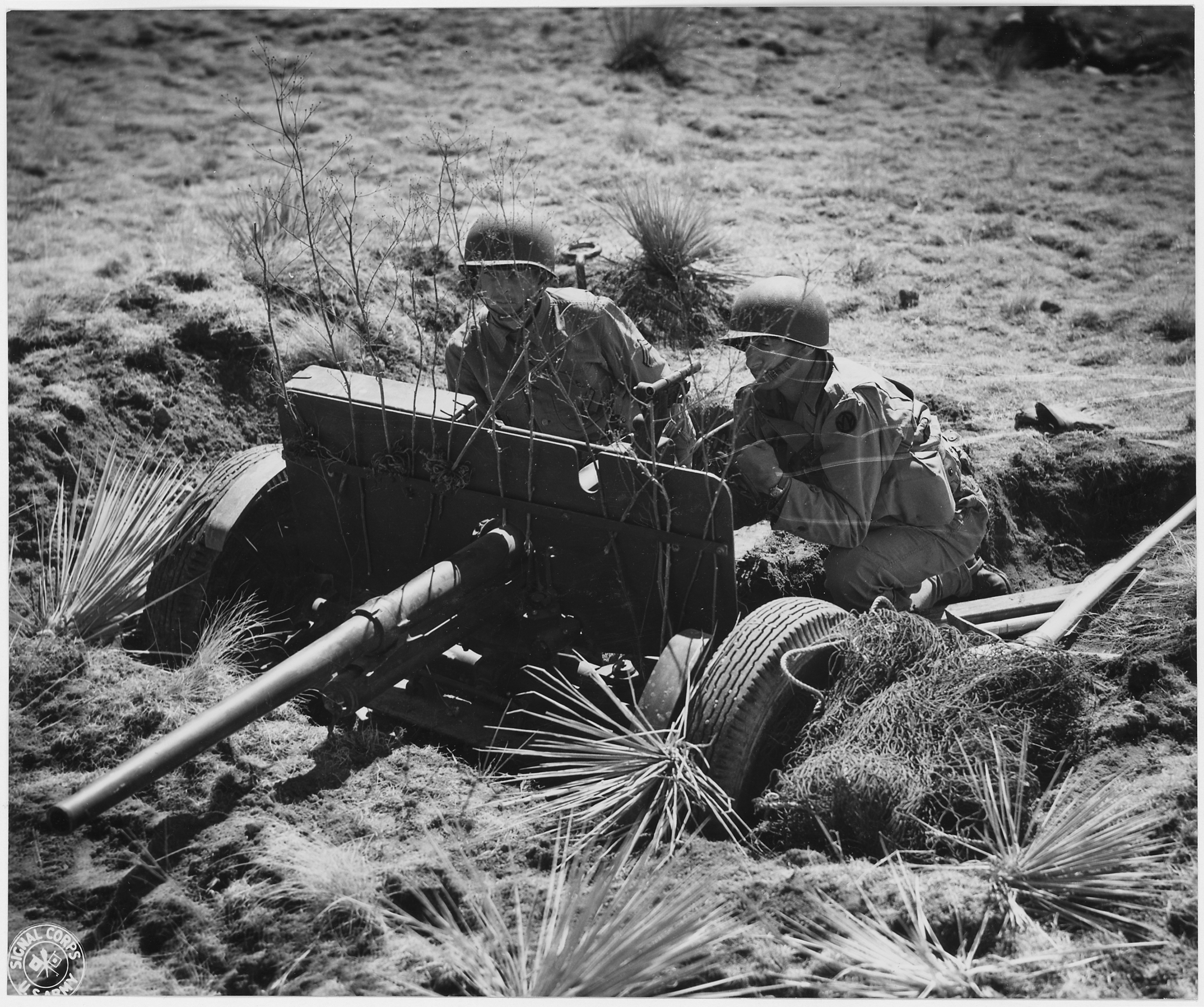
Un M3 37 mm atrincherado en Camp Carson.
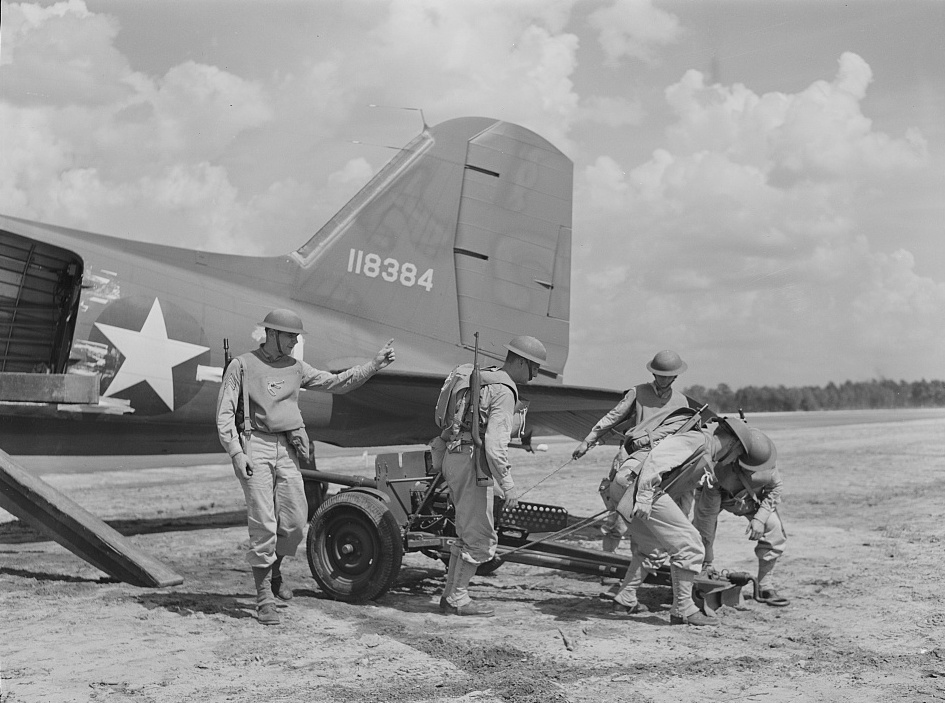
Un M3 37 mm siendo descargado de un avión de transporte durante una demostración militar en Fort Bragg.
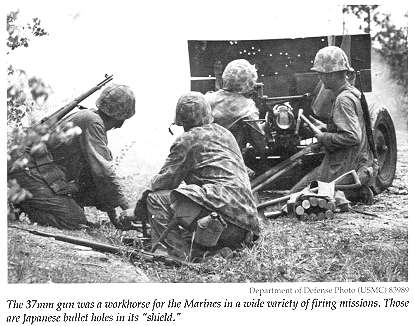
Artilleros de un M3 37 mm en acción, Saipán, 1944. De izquierda a derecha hay dos abastecedores de municiones, el artillero y el artillero auxiliar. Obsérvese el escudo desplegado.
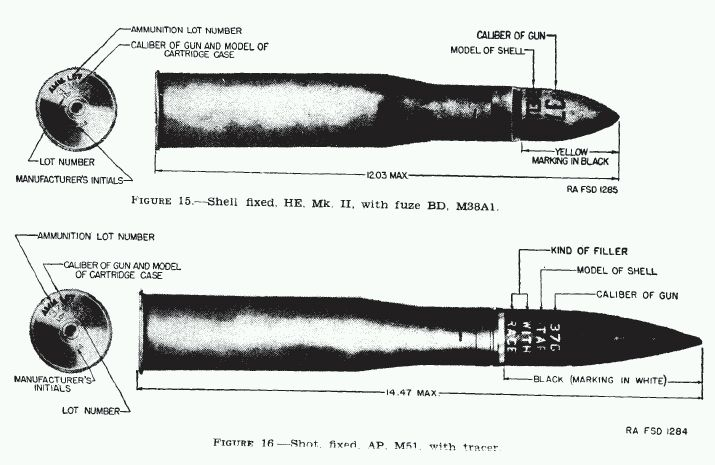
Proyectil de alto poder explosivo Mk II y proyectil antiblindaje M51.
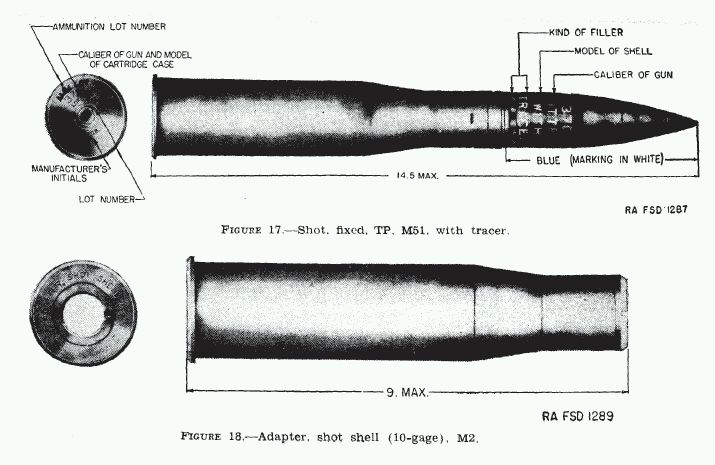
Proyectil de entrenamiento TP M51 y adaptador calibre 10 M2.